# Zikmund Jáchym z Trauttmansdorffu
Hrabě Zikmund Jáchym z Trauttmansdorffu (německy Siegmund Joachim von Trauttmansdorff, 1636, nebo 1641, Totzenbach / Haspelwald - 1. dubna 1706, Vídeň) byl rakouský šlechtic, sloužil v císařské armádě a jiných vojenských službách, naposledy v hodnosti polního maršála.

## Život
Zikmund Jáchym se narodil jako nejstarší syn Adama Maxmiliána, svobodného pána z Trauttmansdorffu a jeho maneželky Engelburt (rozené baronky Hagerové z Altensteigu). Jeho bratr František Honorius byl diplomat. Měl další bratry Ferdinanda Maxmiliána, Adama Karla a Hektora Seyfrieda.
Až ve věku třiceti let vstoupil do služeb císařské armády. Velmi rychle postupoval v hodnostech a brzy se stal plukovníkem dragounského pluku.
V roce 1683 vstoupil do služeb saských služeb v hodnosti generálmajora, když saský kurfiřt dal císaři k dispozici vojsko pro turecké války. Zasloužil se o osvobození Vídně. Jeho bratr Ferdinand Maxmilián při obraně města padl.
Krátce nato se Zikmund Jáchym vrátil do císařských služeb. Ujal se smíšeného vojska německých a chorvatských vojáků a porazil Osmany v několika střetech v Bosně. Byl těžce zraněn v bitvě u Vidinu v roce 1689.
Po zotavení odešel z císařských služeb a vstoupil do služeb Benátské republiky. V boji společně s Rakouskem a Polskem proti Osmanům velel s úspěchem benátským jednotkám v Dalmácii.
Poté se Trauttmansdorfa na čas vrátil do císařských služeb a poté si jej u císaře vyžádal nový polský král Bedřich August II. Saský. V hodnosti generálporučíka táhl v roce 1698 se saskými vojsky do Polska. Bojů se švédským králem Karlem XII. se již neúčastnil, neboť jej císař Leopold I. v roce 1700 povolal zpět.
Nyní v hodnosti polního maršála byl vyslán do Itálie, kde v roce 1702 bojoval společně s generálem Guidem ze Starhembergu v bitvě u Luzzary. V zimě 1703-1704 kontroloval hranici Parmy.

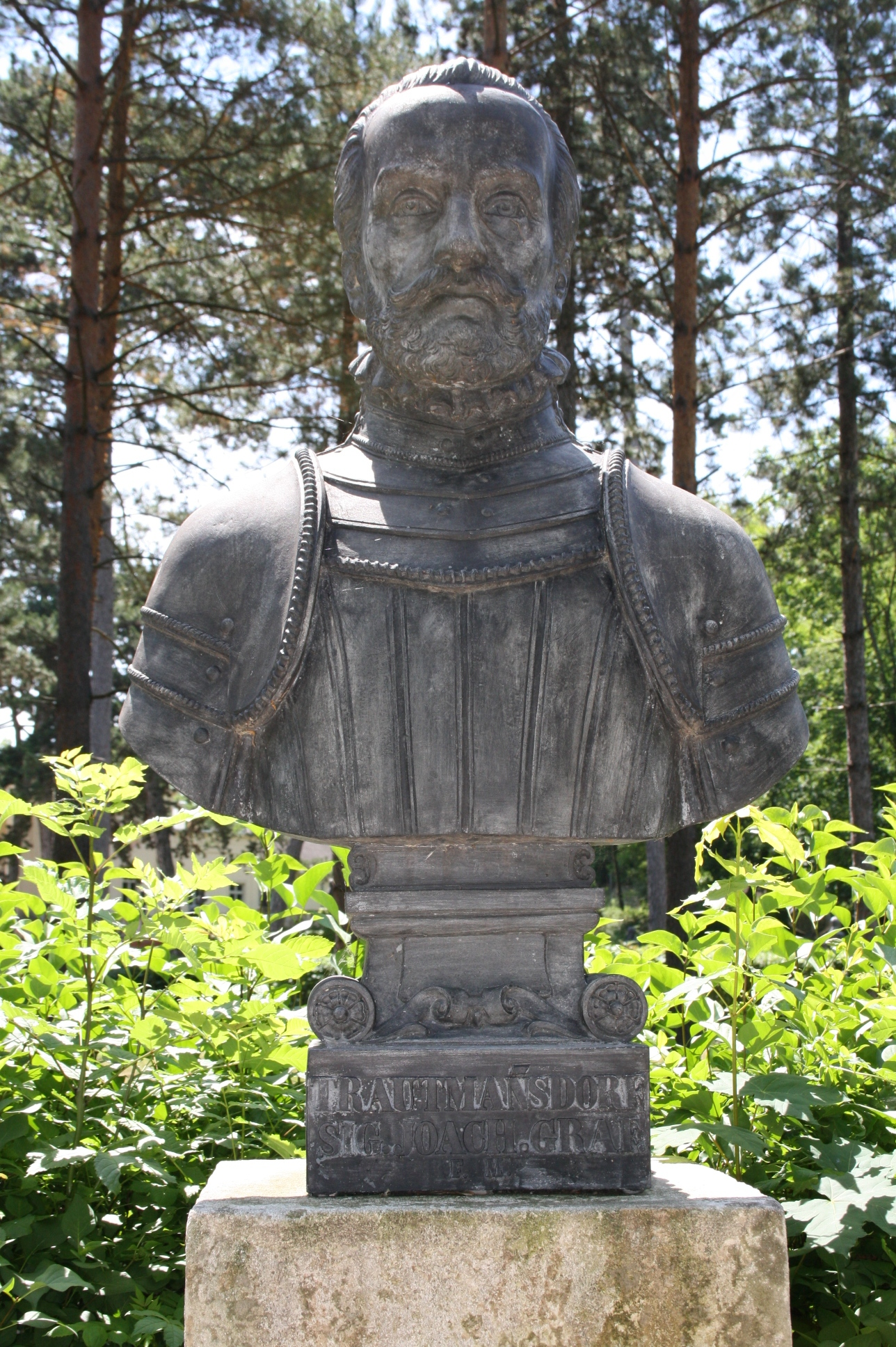
Busta Zkmunda Jáchyma z roku 1849 v památníku Heldenberg

Poté, co si Evžen Savojský na císaři vymohl výnos, který zakazoval majitelům pluků prodávat důstojnická místa, Trauttmansdorff se nepodřídil, načež Evžen v roce 1704 zařídil jeho propuštění z aktivní vojenské služby. Trauttmansdorff nejprve odjel do Benátek a poté se vrátil do Vídně, kde dne 1. dubna 1706.

### Manželství a rodina
Zikmund Jáchym se oženil s Marií Annou hraběnkou z Herbersteinu. Jeho jediným potomkem byl Ferdinand Zikmund Leopold z Trauttmansdorffu (1676-1734).